# SoundStorm
SoundStorm ist eine Zertifizierung für integrierte 5.1-Audiotechnologien, die von Nvidia für die nForce2-Plattform entworfen wurde. SoundStorm nutzt den Audioprozessor des nForce-Chipsatzes.

## Zertifizierung
Um die SoundStorm-Zertifizierung zu erhalten, musste ein Mainboardhersteller den nForce-Audioprozessor und dessen Ausgänge auf seinen Boards verwenden. Zudem war es notwendig, eine von den Dolby Laboratories getestete Audioqualität nicht zu unterschreiten.
Die Zertifizierung stellt sicher, dass nForce-Boards eine qualitativ hochwertige Audioausgabe bieten. Aus diesem Grund erfreute sich SoundStorm großer Beliebtheit, bietet es doch hohe Qualität für einen vergleichsweise geringen Preis. Zudem war es die einzige PC-Technologie dieser Zeit, die echtes Dolby Digital 5.1 erzeugen konnte, was insbesondere für Heimkino-PCs wichtig war.

## Hardware
SoundStorm wird häufig, aber fälschlich, als Chip bezeichnet. Der von SoundStorm verwendete Chip ist ein nForce-Audioprozessor (APU), der in den MCP-D- und MCP-T-Southbridges der nForce- und nForce2-Chipsätze integriert ist. Eine Reihe von Prozessoreinheiten, die sowohl generische als auch spezifische Funktionen übernehmen, bietet eine gemessene Menge von insgesamt 4 Milliarden Operationen pro Sekunde. Eine vollständig programmierbare, auf dem Motorola 56300 basierende digitale Signalverarbeitung wird für Effektbearbeitung bereitgestellt, jedoch von DirectX auf dem PC nur mangelhaft unterstützt. Xbox-Entwicklern hingegen steht ein weitaus besserer Zugriff auf die Funktionalität der einzelnen Prozessoreinheiten zur Verfügung.
Der digitale Signalprozessor (DSP) der APU wird gewöhnlich durch Code der auf 3D-Audio spezialisierten Middleware-Firma Sensaura angesteuert. Nahezu jede Soundhard- und -software, die nicht von Creative stammt, nutzt unter Windows den Sensaura-Code. Im Gegensatz zu den meisten anderen Lösungen implementiert SoundStorm die Ausführung des Codes in Hardware, was eine geringe Nutzung der CPU zur Folge hat. Weiterhin ist eine Echtzeitkodierung in Dolby Digital 5.1 möglich. Der Unterschied zu anderen onboard-Audiolösungen dieser Zeit konnte bis zu 20 % der CPU-Belastung betragen. Damit reichte SoundStorm an das ungleich teurere Audigy-System von Creative heran.

## Treiber
Da die SoundStorm-Technologie ein generischer DSP ist, der während des Bootvorgangs von den Treibern Code erhält, sind Erweiterungen der Funktionalität vergleichsweise einfach. Andererseits bedeutet dies auch, dass andere Hersteller keine Treiber für SoundStorm entwickeln können, da ihnen der Zugriff auf den DSP-Code verwehrt ist. Linux-Treiber für SoundStorm greifen direkt auf den Audiocodec zu und umgehen dadurch die APU.
Die nForce2-APU ist eine rein digitale Komponente, und die Mainboardhersteller mussten noch immer Codec-Chips wie den ALC650 von Realtek für die Ausgabe nutzen, was unter anderem eine Umsetzung von digitalen auf analoge Signale erfordert. Nach dem Untergang der SoundStorm-Technologie sind Codec-Chips wie der Realtek 850 zu Standardlösungen avanciert, welche die Audiofunktionen überwiegend dem Prozessor überlassen. Hierbei ist die Qualität der Treiber von hoher Bedeutung, um besondere unter Last gute Audioeigenschaften sicherzustellen.

## Abbruch
Unglücklicherweise waren die Komplexität der Hardware und die hohen Lizenzabgaben für die Dolby-Zertifizierung ein großer Kostenfaktor, der in keinem Verhältnis zur Leistung stand. So ließ nVidia die Technologie mit Einführung des nForce3-Chipsatzes fallen.
Zudem gab es durch mangelnde formale Zertifizierung nur wenig Anreiz für Mainboardhersteller, die für qualitativ hochwertige Audiolösungen nötigen Komponenten zu verwenden. Von einem rein kostenorientierten Standpunkt betrachtet, gibt es keinen Grund, weshalb bei unveränderter Wiedergabe ein Mainboard ohne nForce APU und SoundStorm-DSP nicht an die Qualität eines SoundStorm-zertifizierten nForce2-Boards heranreichen sollte. Die Geschwindigkeitsvorteile eines digitalen Signalprozessors spielte sicher für Kunden eines mit SoundStorm ausgestatteten Mainboards keine große Rolle, und echte Gamer griffen meist zu anderen Soundkarten.

## Xbox
Die SoundStorm-Entwicklung wurde ursprünglich durch Microsoft unterstützt, welche die Technologie in der Xbox-Spielekonsole verwenden wollten. Angeblich hat Sony die Entwicklung eines Nachfolgers für die PlayStation 3 finanziert, so dass SoundStorm als Teil einer Multimedia-Grafikkarte zum PC zurückkehren könnte.